# 诺瓦泰梅佐拉
诺瓦泰梅佐拉（義大利語：Novate Mezzola），是意大利松德里奥省的一个市镇。总面积99平方公里，人口1836人，人口密度18.5人/平方公里（2009年）。国家统计（ISTAT）代码为014046。